# Нордж (Оклахома)
Нордж (англ. Norge) — місто (англ. town) в США, в окрузі Грейді штату Оклахома. Населення — 129 осіб (2020).

## Географія
Нордж розташований за координатами 34°59′21″ пн. ш. 97°59′39″ зх. д. / 34.98917° пн. ш. 97.99417° зх. д. (34.989227, -97.994060).  За даними Бюро перепису населення США в 2010 році місто мало площу 0,79 км², уся площа — суходіл.

## Демографія
Згідно з переписом 2010 року, у місті мешкало 145 осіб у 52 домогосподарствах у складі 49 родин. Густота населення становила 182 особи/км².  Було 55 помешкань (69/км²).
Расовий склад населення:
| - 84,8 % — білих - 4,1 % — корінних американців - 0,7 % — чорних або афроамериканців - 4,1 % — осіб інших рас |

До двох чи більше рас належало 6,2 %. Частка іспаномовних становила 6,9 % від усіх жителів.
За віковим діапазоном населення розподілялося таким чином: 18,6 % — особи молодші 18 років, 66,2 % — особи у віці 18—64 років, 15,2 % — особи у віці 65 років та старші. Медіана віку мешканця становила 48,1 року. На 100 осіб жіночої статі у місті припадало 110,1 чоловіків;  на 100 жінок у віці від 18 років та старших — 103,4 чоловіків також старших 18 років.
Середній дохід на одне домашнє господарство  становив 42 018 доларів США (медіана — 37 188), а середній дохід на одну сім'ю — 42 661 долар (медіана — 37 679). Медіана доходів становила 25 500 доларів для чоловіків та 21 500 доларів для жінок. За межею бідності перебувало 20,6 % осіб, у тому числі 34,8 % дітей у віці до 18 років та 12,0 % осіб у віці 65 років та старших.
Цивільне працевлаштоване населення становило 82 особи. Основні галузі зайнятості: освіта, охорона здоров'я та соціальна допомога — 15,9 %, транспорт — 14,6 %, роздрібна торгівля — 14,6 %.